# メイク・イット・ウィズ・ユー
『メイク・イット・ウィズ・ユー』（英語: Make It with You）は、フィリピンのテレビドラマ。ABS-CBNで2020年1月13日に初公開された。

## 登場人物
ガブリエル「ガボ」・ビジャリカ
演：ライザ・ソベラノ
ベリンダ「ビリー」・M・ディマギバ
演：エンリケ・ヒル